# Mina (nome)
Mina  è un nome proprio di persona italiano femminile.

## Origine e diffusione
Si tratta semplicemente di un diminutivo di nomi quali Guglielmina, Giacomina, Anselmina ed altri che terminano in "mina". È il nome di un personaggio nel romanzo di Bram Stoker Dracula (il cui vero nome è Wilhelmina).
È però un nome presente in molti altri paesi, tra cui Cina, Giappone, Corea, Egitto e India. In indiano, deriva dal sanscrito मीना che significa "pesce"; nella mitologia induista Mina è la figlia degli dei Uṣas e Kubera.

## Onomastico
Di per sé, il nome non è portato da alcuna santa, quindi è adespota e l'onomastico ricade il 1º novembre, giorno di Ognissanti. Può tuttavia essere festeggiato lo stesso giorno del nome di cui, eventualmente, costituisce un'abbreviazione.

## Persone
- Mina, cantante, conduttrice televisiva e attrice italiana naturalizzata svizzera
- Mina Caputo, cantante statunitense
- Mina Fürst Holtmann, sciatrice alpina norvegese
- Mina Gregori, storica dell'arte italiana
- Mina Kruseman, scrittrice, attrice, commediografa e femminista olandese
- Mina Markovič, arrampicatrice slovena
- Mina Mezzadri, regista teatrale e drammaturga italiana
- Mina Miller, pianista e scrittrice statunitense
- Mina Popović, pallavolista serba
- Mina Sundwall, attrice statunitense
- Mina Tander, attrice tedesca
- Mina Wylie, nuotatrice australiana

## Il nome nelle arti
- Mina è un personaggio della serie di romanzi Dragonlance, scritta da Margaret Weis e Tracy Hickman.
- Mina Murray è un personaggio del romanzo di Bram Stoker Dracula, e di gran parte delle opere da esso derivate.
- Mina Simington è un personaggio della serie di manga e anime Yu-Gi-Oh! 5D's.
- Mina Tepes è un personaggio della serie di manga e anime Dance in the Vampire Bund.